# Grand Prix Formule 1 van Mexico 1969
De Grand Prix Formule 1 van Mexico 1969 werd gehouden op 19 oktober op het Magdalena Mixhuca Circuit in Mexico-Stad. Het was de elfde en laatste race van het seizoen.

## Uitslag
| Pos. | Nr. | Coureur              | Constructeur | Rondes | Tijd / Oorzaak uitval | Grid | Punten |
| ---- | --- | -------------------- | ------------ | ------ | --------------------- | ---- | ------ |
| 1    | 5   | Denny Hulme          | McLaren-Ford | 65     | 1:54:08.80            | 4    | 9      |
| 2    | 7   | Jacky Ickx           | Brabham-Ford | 65     | + 2.56                | 2    | 6      |
| 3    | 8   | Jack Brabham         | Brabham-Ford | 65     | + 38.48               | 1    | 4      |
| 4    | 3   | Jackie Stewart       | Matra-Ford   | 65     | + 47.04               | 3    | 3      |
| 5    | 4   | Jean-Pierre Beltoise | Matra-Ford   | 65     | + 1:38.52             | 8    | 2      |
| 6    | 15  | Jackie Oliver        | BRM          | 63     | + 2 Rondes            | 12   | 1      |
| 7    | 12  | Pedro Rodríguez      | Ferrari      | 63     | + 2 Rondes            | 15   |        |
| 8    | 16  | Johnny Servoz-Gavin  | Matra-Ford   | 63     | + 2 Rondes            | 14   |        |
| 9    | 21  | Pete Lovely          | Lotus-Ford   | 62     | + 3 Rondes            | 16   |        |
| 10   | 18  | Piers Courage        | Brabham-Ford | 61     | + 4 Rondes            | 9    |        |
| 11   | 19  | Silvio Moser         | Brabham-Ford | 60     | Benzinelek            | 13   |        |
| NF   | 14  | John Surtees         | BRM          | 53     | Versnellingsbak       | 10   |        |
| NF   | 2   | Jochen Rindt         | Lotus-Ford   | 21     | Ophanging             | 6    |        |
| NF   | 22  | George Eaton         | BRM          | 6      | Versnellingsbak       | 17   |        |
| NF   | 10  | Jo Siffert           | Lotus-Ford   | 4      | Ongeluk               | 5    |        |
| NF   | 9   | John Miles           | Lotus-Ford   | 3      | Benzinepomp           | 11   |        |
| NS   | 6   | Bruce McLaren        | McLaren-Ford | 0      | Niet gestart          | 7    |        |

## Statistieken
| Pole-position | Jack Brabham | Brabham-Ford | 1:42.90 |
| Snelste ronde | Jacky Ickx   | Brabham-Ford | 1:43.05 |

## Noot
- Dit was de vijfde Grand Prix-winst voor Denny Hulme.
- Eerste wereldtitel voor Jackie Stewart en zevende wereldtitel voor een Britse coureur. Stewart was de elfde coureur die wereldkampioen werd.

1962 · 1963 · 1964 · 1965 · 1966 · 1967 · 1968 · 1969 · 1970 · 1986 · 1987 · 1988 · 1989 · 1990 · 1991 · 1992 · 2015 · 2016 · 2017 · 2018 · 2019